# Parque Arístides Rojas
El Parque Arístides Rojas es un parque de esparcimiento público localizado en la Parroquia El Recreo del Municipio Libertador de Caracas, Venezuela. El parque se encuentra localizado entre las avenidas Andrés Bello y Principal de Maripérez. Debe su nombre al ilustre escritor, historiador, médico y político venezolano Arístides Rojas (1826-1894).
El parque fue inaugurado por el gobierno de Rómulo Betancourt el 22 de mayo de 1962. Posee además de las áreas verdes, quioscos para fiestas, canchas deportivas, la Biblioteca Mariano Picón Salas (antes denominada Rómulo Betancourt) y el Teatro Tilingo, este último inaugurado en 1967. También participa una organización de scouts.
En 2007 la Alcaldía Metropolitana de Caracas bajo la administración de Juan Barreto inició la rehabilitación del parque. A finales de ese año el alcalde anunció la transferencia del parque al grupo Circo Extremo, para que éste lo administre.